# Slaget vid Albuera
Slaget vid Albuera utkämpades den 16 maj 1811 vid Albuera, en ort i sydvästra Spanien. En allierad armé bestående av cirka 46 000 britter, spanjorer,  portugiser och Hannovers King's German Legion under general William Beresford besegrade cirka 35 000 fransmän ledda av marskalk Nicolas Soult.